# سیارک ۵۹۰۸۷
سیارک ۵۹۰۸۷ (به انگلیسی: 59087 Maccacaro، نامگذاری:1998VT33) پنجاه و نه هزار و هشتاد و هفتمین سیارک کشف شده‌است که در ۱۵ نوامبر ۱۹۹۸ کشف شد.